# Xanthocalanus tectus
Xanthocalanus tectus är en kräftdjursart som beskrevs av Esterly 1911. Xanthocalanus tectus ingår i släktet Xanthocalanus och familjen Phaennidae. Inga underarter finns listade i Catalogue of Life.